# Evolution Aircraft
Evolution Aircraft ist ein US-amerikanischer Hersteller von Flugzeugbausätzen für die Allgemeine Luftfahrt. Der Unternehmenssitz befindet sich am Redmond Municipal Airport in Redmond, Oregon. Das einzige Produkt ist die Lancair Evolution.

## Geschichte
Evolution Aircraft ist ein Nachfolger des US-amerikanischen Flugzeugherstellers Lancair. Im Juli 2016 kündigte Lancair an, alle Aktiva bis auf die Lancair Evolution zu verkaufen, um sich künftig auf die Produktion dieses einen Modells konzentrieren zu können. Zum 8. Februar verkaufte die im August 2016 gegründete Evolution Aircraft alle Fertigungseinrichtungen und Unterlagen mit Ausnahme derer für die Lancair Evolution an Mark Huffstutler und seinen Sohn Conrad.
Im Laufe des Jahres 2017 stellte Evolution Aircraft weitere Versionen der Lancair Evolution mit unterschiedlichen Motorisierungen vor.
Im November 2017 gab CEO Bob Wolstenholme bekannt, dass sich das Unternehmen in einer kleinen Krise befinde und auf der Suche nach Investoren sei. Grund dafür seien Lieferverzögerung bei einigen Komponenten und die Stornierung zweier größerer Aufträge. Die Zukunft des Unternehmens sei aber nicht gefährdet.